# Kamari (Estonie)
Pour les articles homonymes, voir Kamári.
Kamari est un petit bourg de la commune de Põltsamaa du comté de Jõgeva en Estonie .
Au 31 décembre 2011, il compte 164 habitants.